# محمد العبد العالي
محمد بن خالد العبد العالي طبيب وإعلامي سعودي، يشغل منصب مساعد وزير الصحة، والمتحدث الرسمي لوزارة الصحة في المملكة العربية السعودية ، ويشغل عضوية مجلس إدارة هيئة الهلال الأحمر السعودي منذ فبراير 2017. تولى مهمة تقديم الموجز الصحفي اليومي لوزارة الصحة حول جائحة فيروس كورونا في السعودية 2020 ، وكان قد شغل عدة مناصب قيادية سابقة في المملكة قبل توليه مهمة مُساعد الوزير أبرزها: وكيل الوزارة المساعد لخدمات المستشفيات بوزارة الصحة، قبلها شغل منصب مدير عام الشؤون الصحية بمنطقة جازان في 2016، ومنصب مدير الشؤون الصحية بمحافظة الأحساء في 2014، ومدير مستشفى الملك فهد في الهفوف 2010. وحصل على جائزة التميز الإعلامي 2023م.

## التعليم
حصل على شهادة بكالوريوس في الطب والجراحة عام 1999 من كلية الطب جامعة الإمام عبد الرحمن الفيصل – الدمام، جامعة الملك فيصل في الدمام سابقاً، ثم شهادة ماجستيرالصحة العامة في الطب المبني على البراهين عام 2004 من جامعة مانشستر في المملكة المتحدة، وحصل على زمالة جامعة الملك سعود في علم أمراض ونقل الدم في عام 2009 من مستشفى الملك خالد الجامعي، وفي عام 2010 حصل على الزمالة الدولية من الكلية الأمريكية لأطباء علم الأمراض.
حصل على درجة الماجستير في العلوم في إدارة الرعاية الصحية من جامعة ألاباما برمنغهام.

## جوائز
- جائزة أفضل طبيب زمالة لبرنامج علم الأمراض بجامعة الملك سعود للعام 2008.[12]
- المركز الأول في اختبارات وتقييمات برنامج الزمالة لعلم أمراض الدم بجامعة الملك سعود للأعوام 2006 إلى 2009.[12]
- جائزة المركز الأول لأفضل بحث علمي مقدم في اليوم الأول لأبحاث علم الأمراض بمستشفى الملك فيصل التخصصي ومركز الأبحاث بالرياض2007.[13]
- جائزة التميز الإعلامي عن مسار «التكريم الخاص» عام 2023م.[8]